# Beauregard (Grenada)
Beauregard (dt.: „Schöner Anblick)“ ist eine Siedlung im Parish Saint Andrew im Zentrum von Grenada.

## Geographie
Die Siedlung liegt im Hinterland bei Morne Longue, zusammen mit Adelphi an den Hängen und Ausläufern des South East Mountain.

## Klima
Das Klima ist tropisch heiß.